# Reichskonkordat
Reichskonkordat – umowa międzynarodowa zawarta między Stolicą Apostolską a III Rzeszą 20 lipca 1933 w Rzymie, gwarantująca Kościołowi rzymskokatolickiemu w Niemczech wolność społeczną i cywilną oraz wolność kultu i nauczania w zamian za złożenie przez biskupów przysięgi wierności państwu.
Umowa została podpisana 20 lipca 1933 przez sekretarza stanu Stolicy Apostolskiej Eugenio Pacellego (późniejszego papieża Piusa XII) oraz wicekanclerza Rzeszy Franza von Papena, którzy występowali, odpowiednio, w imieniu papieża Piusa XI oraz prezydenta Paula von Hindenburga. Reichskonkordat jest najbardziej kontrowersyjnym z kilku konkordatów zawartych pomiędzy różnymi państwami a Watykanem podczas rządów papieża Piusa XI i jest często dyskutowany w pracach opisujących dojście Hitlera do władzy we wczesnych latach 30. XX wieku oraz dotyczących Holokaustu. Konkordat jest uznawany jako legitymizacja reżimu nazistowskiego wkrótce po przejęciu władzy przez NSDAP i ograniczenie krytyki reżimu przez katolickich hierarchów, co z kolei prowadziło do wyciszonej reakcji Kościoła na politykę nazistów. Z perspektywy Kościoła katolickiego twierdzono, że konkordat zapobiegł jeszcze większemu złu, które mogło spotkać Kościół. Papież Pius XII chciał utrzymania konkordatu po zakończeniu II wojny światowej, choć biskupi niemieccy nie byli entuzjastycznie nastawieni do tego pomysłu, a alianci uważali to za niewłaściwe. W konsekwencji umowa obowiązuje do dziś.

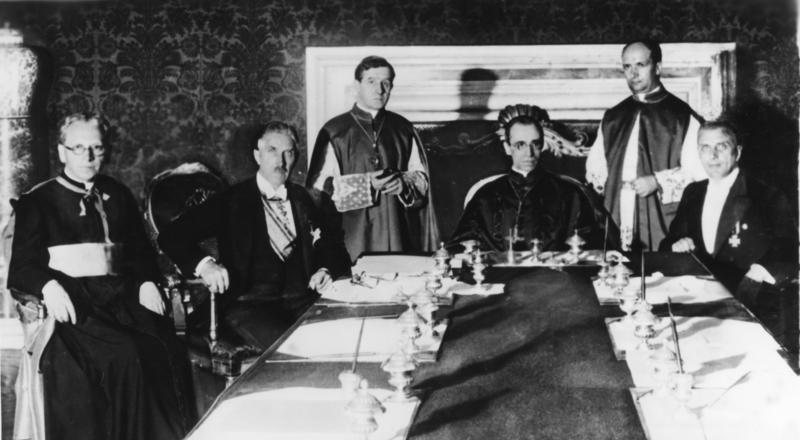
Podpisanie Reichskonkordatu 20 lipca 1933 w Rzymie. (Od lewej do prawej: prałat Ludwig Kaas (prezes Partii Centrum), wicekanclerz Rzeszy Franz von Papen, sekretarz Kongregacji dla Nadzwyczajnych Spraw Kościoła Giuseppe Pizzardo, sekretarz stanu Stolicy Apostolskiej Eugenio Pacelli, Alfredo Ottaviani oraz urzędnik Reichsministerium des Inneren (ministerstwa spraw wewnętrznych) Rudolf Buttmann)

## Tło
„Konkordat” to odpowiednik umowy międzynarodowej, gdzie jedną ze stron jest Kościół katolicki – ściślej ujmując, umowy międzynarodowe są zawierane pomiędzy państwami, lecz w tym wypadku Kościół był traktowany jako instytucja, a nie państwo. Konkordaty były zawierane w celu stworzenia wiążących umów, które miały na celu ochronę interesów Kościoła i jego wolności działania, szczególnie w krajach nieposiadających silnego prawodawstwa gwarantującego nieingerowanie państwa w kwestie religijne oraz w krajach, w których Kościół oczekiwał uprzywilejowanej pozycji pod patronatem państwa. Papież Pius XI zawarł konkordaty z dwudziestoma jeden różnymi państwami. Konkordaty te były zazwyczaj przestrzegane, z wyjątkiem Niemiec.

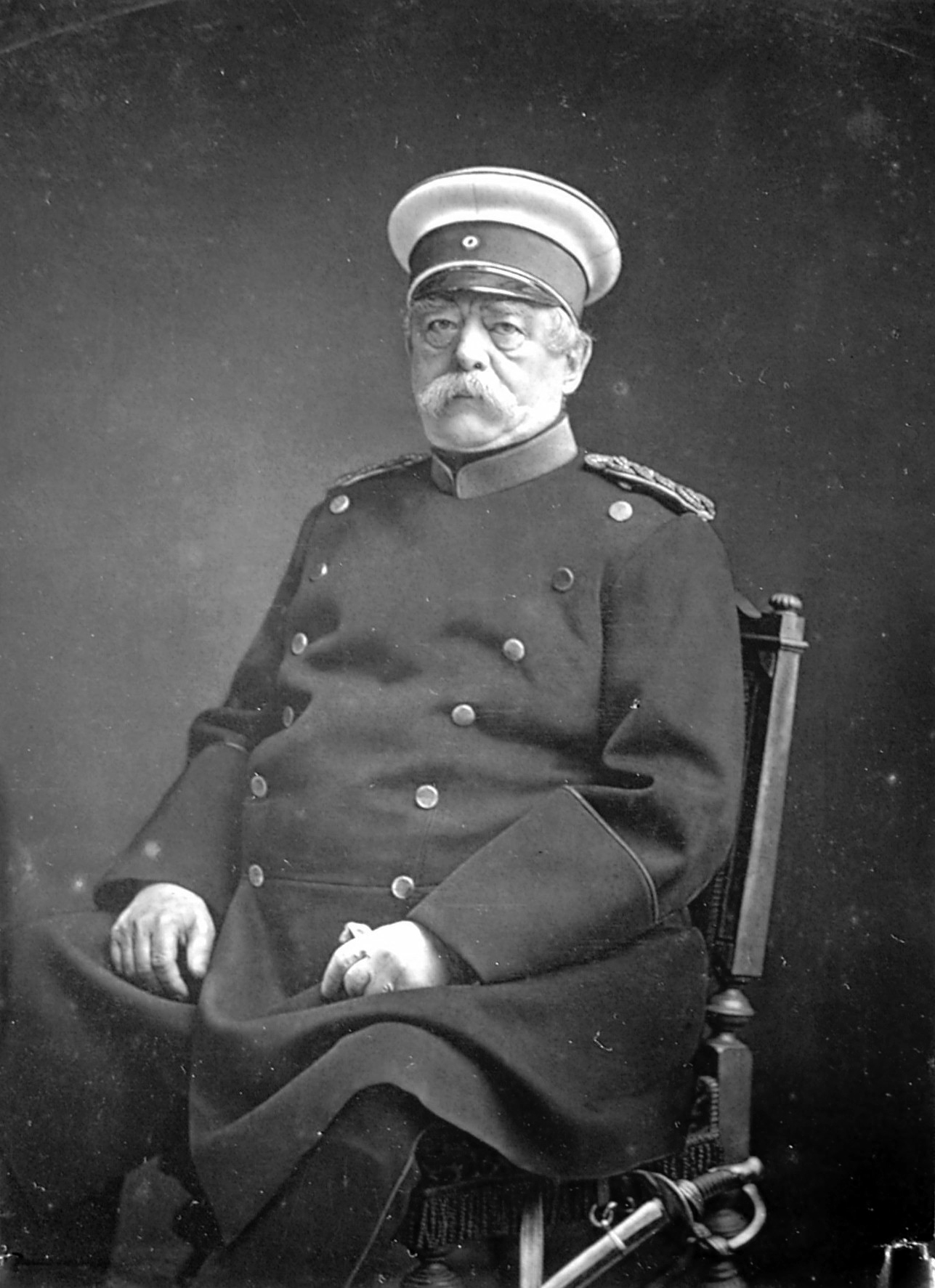
Otto von Bismarck

Za początek XX-wiecznych relacji dyplomatycznych pomiędzy Niemcami a Watykanem zazwyczaj przyjmuje się scenę polityczną późnego XIX wieku. Pomiędzy rokiem 1871 i 1887 Bismarck starał się ograniczyć siłę Kościoła rzymskokatolickiego w Niemczech (którego uważał za „wewnętrznego wroga”), za pośrednictwem Kulturkampfu (walki kulturowej), który obejmował rozwiązywanie katolickich organizacji, konfiskacje mienia kościelnego, wygnanie lub więzienie duchowieństwa oraz ciągłe spory z Watykanem. Według pisarza Jamesa Carrolla koniec Kulturkampfu oznaczał, „że Kościół zwycięsko oparł się Bismarckowi, który – według podziwiającego go Henry’ego Kissingera – nie został ‘przechytrzony’ przez nikogo”.
Nieugięty opór Kościoła wobec Bismarcka i Kulturkampfu, włączając w to opór bierny w ogólności oraz ekskomuniki współpracujących księży, był punktem odniesienia dla oceny odpowiedzi Kościoła wobec nazistów od wczesnych lat 30. XX w. przez całą II wojnę światową.
Po okresie politycznej niestabilności 1918 roku i przyjęciu konstytucji weimarskiej w 1919 formalne unormowanie stosunków państwo-Kościół było uważane za pożądane. Kluczowe kwestie, które Kościół miał nadzieje rozwiązać, dotyczyły państwowych subsydiów dla Kościoła, wsparcia katolickich szkół, mianowania biskupów oraz formalnoprawnej pozycji duchowieństwa. Rzesza z kolei, z powodów polityki międzynarodowej, chciała utrzymywać przyjazne stosunki ze Stolicą Apostolską. Niemcy chciały także zapobiec tworzeniu nowych granic diecezji, które osłabiłyby niemieckie związki ze scedowanymi terytoriami na wschodzie takimi jak Gdańsk czy Górny Śląsk. Negocjacje dotyczące poszczególnych punktów – ale nie ogólnego konkordatu – miały miejsce pomiędzy 1919 a 1922 rokiem.
Jednak nawet mimo wzajemnego badania gruntu przez obie strony negocjacje zakończyły się fiaskiem, głównie dlatego, że zarówno Reichstag, jak i Reichsrat były zdominowane przez niekatolicką większość, która z różnych powodów nie chciała formalnego paktu z Watykanem.
W sytuacji braku porozumień z Rzeszą dotyczących poszczególnych kwestii Stolica Apostolska zawarła bardziej ogólne konkordaty z trzema niemieckimi landami, gdzie skupieni byli katolicy: z Bawarią (1924), Prusami (1929) oraz Badenią (1932).
W październiku 1929 generał Groener naciskał ministerstwo spraw zagranicznych, aby rozwiązało z Watykanem kwestię kapelanów wojskowych, którzy nie mieli możliwości udzielania sakramentów chrztu i małżeństwa bez uprzedniego uzyskania pozwolenia od lokalnego księdza lub biskupa. Groener chciał, aby wojsko miało swojego własnego biskupa zamiast bycia uzależnionym od lokalnych ordynariuszy i to właśnie ta szczególna kwestia zaznaczyła istotny krok w dyskusjach, które ostatecznie będą zrealizowane w konkordacie z Watykanem. W marcu 1930 nowy papieski sekretarz stanu, kardynał Pacelli, zasygnalizował, że Watykan byłby zainteresowany konkordatem z Rzeszą w przypadku jakichkolwiek zmian w konstytucji Rzeszy, które mogłyby mieć niekorzystny wpływ na ważność konkordatów już zawartych z poszczególnymi landami.
Dyskusje pomiędzy obiema stronami miały miejsce pomiędzy 1931 a 1932 r. W pewnym momencie przedstawiciele Rzeszy wskazali, że Włochy mają wojskowego arcybiskupa, na co kardynał Pacelli odpowiedział, że jest tak, gdyż Włochy mają podpisany pełny konkordat z Watykanem. Niemieccy negocjatorzy podczas 1931 kontynuowali dyskusje wyłącznie na temat konkretnych punktów niż raczej ogólnego konkordatu, ale nawet te kwestie były uważane za mało prawdopodobne do przyjęcia przez Reichstag albo Reichsrat, niezależnie od ich politycznych czy teologicznych zapatrywań. W styczniu 1933 Hitler został kanclerzem i to właśnie przyjęcie Ustawy o pełnomocnictwach (Ermächtigungsgesetz) 23 marca, dającej Hitlerowi władzę dyktatorską, usunęło Reichstag jako przeszkodę do zawarcia konkordatu z Watykanem. Na początku 1933 r. Hitler powiedział Hermanowi Rauschningowi, że Bismarck był głupi rozpoczynając Kulturkampf, i wyłożył swoją własną strategię rozprawienia się z duchowieństwem, która początkowo bazowałaby na polityce tolerancji:
Powinniśmy złapać księży w pułapkę ich dobrze znanej chciwości i samozaspokajania. Powinno nam się udać rozstrzygnąć z nimi wszystko w idealnym pokoju i harmonii. Powinienem dać im kilka lat ulgi. Dlaczego mamy się kłócić? Łykną wszystko, żeby tylko utrzymać swoje materialne korzyści. Sprawy nigdy nie osiągną punktu krytycznego. Poznają twardą wolę i trzeba będzie im pokazać tylko raz lub dwa, kto tu jest panem.
Istniały pewne opinie, według których Kościół był zainteresowany dojściem do porozumienia z Hitlerem, gdyż reprezentował on stanowczy opór wobec komunizmu: nuncjusz papieski w Berlinie Cesare Orsenigo był opisywany jako „rozradowany” z dojścia Hitlera do władzy i tego, że nowy rząd wkrótce będzie oferował te same ustępstwa wobec Kościoła, które Mussolini uważał uczynić za konieczne wcześniej we Włoszech.

## Negocjacje z Hitlerem

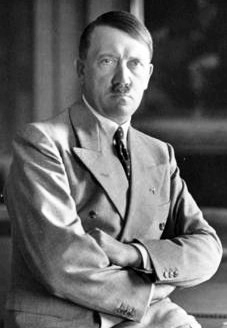
Adolf Hitler w 1933 roku

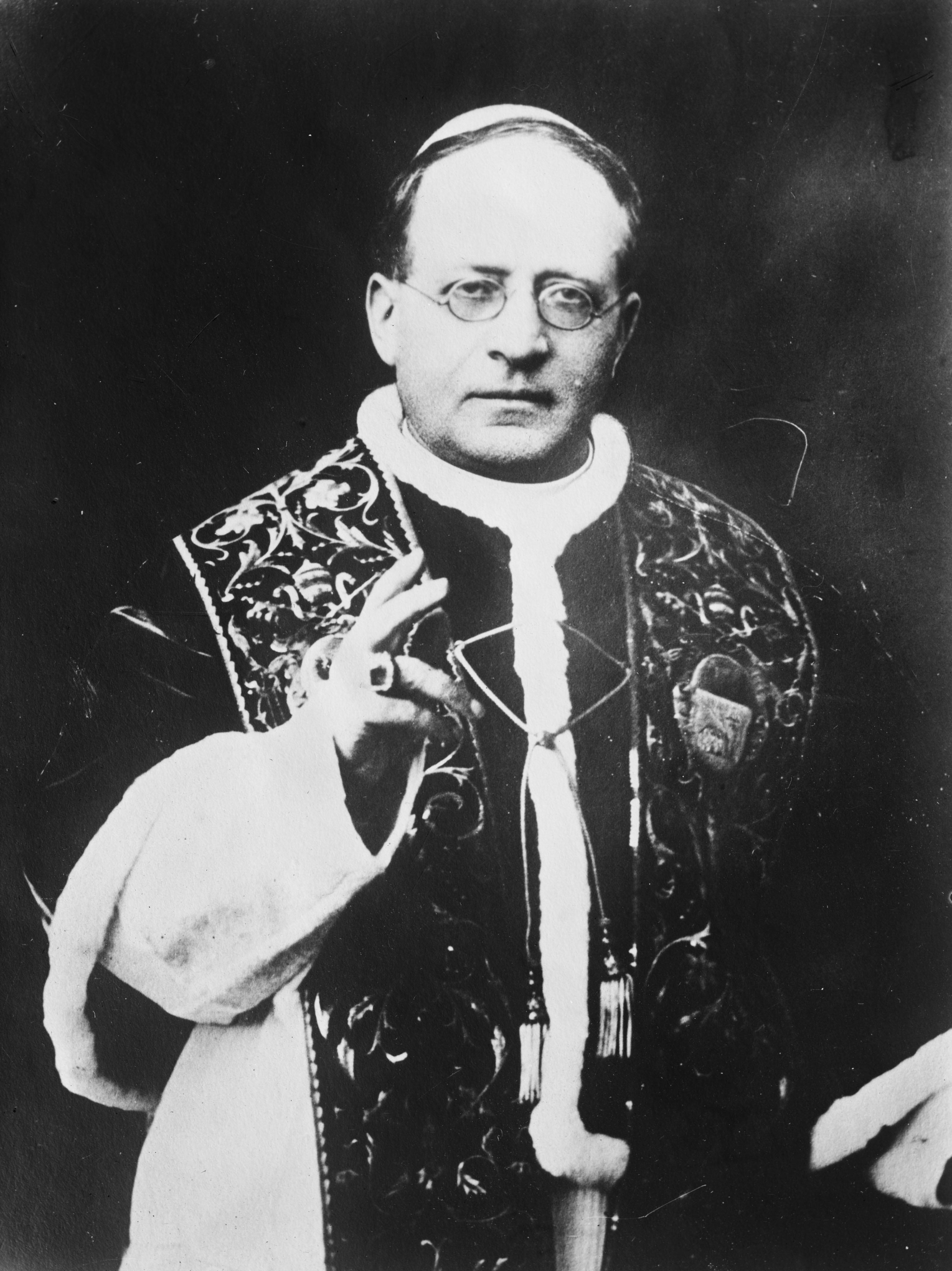
Pius XI

Katoliccy biskupi w Niemczech generalnie wykazywali sprzeciw wobec Hitlera od początku jego drogi do władzy. Gdy partia nazistowska zebrała sześć milionów głosów w wyborach 14 września 1930, katolicka hierarchia wezwała wiernych do zrobienia rachunku sumienia. Podczas kolejnych dwóch lat, mimo złagodzenia stanowiska przez niektórych, biskupi kontynuowali wydawanie opinii sprzeciwiających się nieakceptowalnej polityce partii nazistowskiej. Kiedy Hindenburg wezwał Hitlera do przejęcia władzy 30 stycznia 1933, biskupi podtrzymali poparcie dla katolickiej Niemieckiej Partii Centrum, która z kolei nie godziła się na propozycję, która pozwoliłaby Hitlerowi na przejęcie pełnej władzy. 12 marca 1933 kardynał Michael von Faulhaber został przyjęty w Rzymie przez papieża Piusa XI. Po powrocie oznajmił:
Po moich ostatnich przeżyciach w Rzymie wśród najwyższych kręgów, o których nie mogę tutaj mówić, muszę powiedzieć, że mimo wszystko odkryłem większą tolerancję odnośnie nowego rządu... Pozwólcie nam porozmyślać nad słowami Ojca Świętego, który podczas konsystorza, bez wymieniania jego imienia, zwrócił całemu światu uwagę na Adolfa Hitlera jako na męża stanu, który pierwszy, zaraz po samym papieżu, podniósł swój głos przeciwko bolszewizmowi.
Na spotkaniu gabinetu 20 marca 1933 Hitler „pewny siebie oznajmił”, że Partia Centrum dostrzegła teraz konieczność Ustawy o pełnomocnictwach i że „przyjęcie Ustawy o pełnomocnictwach także przez Centrum oznaczałoby wzmocnienie prestiżu wobec obcych państw”. Wcześniej w marcu 1933 biskupi zalecali katolikom, aby głosowali na Partię Centrum w wyborach zaplanowanych na 5 marca 1933. Jednakże dwa tygodnie później nastąpiła radykalna zmiana wcześniejszego stanowiska i biskupi pozwolili Partii Centrum oraz Bawarskiej Partii Katolickiej na głosowanie za Ustawą o pełnomocnictwach, która dała Hitlerowi władzę dyktatorską 23 marca. Niemiecki teolog katolicki Robert Grosche opisał Ustawę o pełnomocnictwach w kategoriach ogłoszonego w 1870 roku dogmatu o nieomylności papieża – Kościół „antycypował na wyższym poziomie tę historyczną decyzję, którą podjęto dzisiaj na poziomie politycznym: za papieżem i przeciw suwerenności Soboru; za Fuhrerem i przeciw Parlamentowi”. 29 marca 1933 kardynał Pacelli wysłał komunikat do niemieckich biskupów, który efektywnie nakazywał im zmianę ich pozycji odnośnie do narodowego socjalizmu. 28 marca 1933 sami biskupi zajęli pozycję przychylną Hitlerowi. Według Falconiego (1966) zwrot o 180 stopni nastąpił pod wpływem i według instrukcji Watykanu. Papież Pius XI wskazał w Mit brennender Sorge (1937), że to byli sami Niemcy, którzy prosili o konkordat i papież Pius XII potwierdził to w 1945.
Falconi postrzegał zmianę stanowiska Kościoła jako motywowaną chęcią uniknięcia bycia pozostawionym samemu sobie wobec reperkusji. Po tym, gdy lider Partii Centrum, monsignor Kass, przekonał członków partii do głosowania za Hitlerem i Ustawą o pełnomocnictwach, wyjechał od razu do Rzymu, a po powrocie 31 marca został przyjęty przez Hitlera. Wrócił do Rzymu 7 kwietnia w towarzystwie katolickiego wicekanclerza von Papena z zadaniem zleconym przez Hitlera polegającym na wybadaniu kwestii konkordatu z Watykanem. W dniu, w którym wyruszyli do Rzymu, żeby przygotować konkordat, zostały w Niemczech przyjęte pierwsze dwa antysemickie prawa (wyłączające nie-aryjczyków ze stanowisk publicznych oraz z zawodów prawniczych), jednak nie przeszkodziło to w dyskusjach. Papen zapisał w swoich wspomnieniach, że po przybyciu do Rzymu papież „powitał mnie z ojcowskim afektem, wyrażając swoje zadowolenie, że na czele państwa niemieckiego stał człowiek pokroju Hitlera, na którego sztandarach była wypisania bezkompromisowa walka z komunizmem i nihilizmem”. W opinii Falconiego konkordat był ceną zapłaconą przez Hitlera za otrzymanie wsparcia niemieckiego episkopatu i partii katolickich. Ian Kershaw postrzegał straty poniesione przez polityczny katolicyzm jako ofiarę złożoną w celu ochrony pozycji Kościoła katolickiego w Niemczech.
Kardynał Michael von Faulhaber napisał 10 kwietnia 1933 do kardynała Pacellego wskazując, że obrona Żydów byłaby niewłaściwa, „gdyż przekształciłoby to ataki na Żydów w ataki na Kościół; a także ponieważ Żydzi są w stanie sami o siebie zadbać” – to drugie odnosiło się do kwietniowego bojkotu żydowskich sklepów i przedsiębiorstw, zorganizowanego przez nazistów, który był postrzegany jako ich porażka.
22 kwietnia 1933 brytyjski minister delegowany do Watykanu opowiedział, co mu przekazał watykański podsekretarz stanu: „Stolica Apostolska nie jest zainteresowana Partią Centrum. Jesteśmy bardziej zainteresowani masami katolickich wyborców w Niemczech niż deputowanymi ich reprezentującymi w Reichstagu”. Poprzednio, jako część porozumienia związanego z traktatami laterańskimi 1929 roku z faszystowskim rządem Włoch, Watykan zgodził się na rozwiązanie katolickiej partii politycznej Partito Popolare.
Na spotkaniu 26 kwietnia z biskupem Wilhelmem Berningiem z Osnabrück, reprezentującym Niemiecką Konferencję Biskupów, Hitler oznajmił:
Zostałem zaatakowany z powodu moich działań odnośnie kwestii żydowskiej. Kościół katolicki uważał Żydów za szkodliwych przez piętnaście stuleci, umieszczał ich w gettach itd., ponieważ rozpoznał, czym oni są. W epoce liberalizmu to zagrożenie przestało być uznawane. Wracam do czasu, w którym tradycja piętnastu wieków była wprowadzana w życie. Nie ustanawiam rasy ponad religię, ale uznaję przedstawicieli tej rasy jako szkodliwych dla państwa i dla Kościoła, i być może tym samym wyświadczam chrześcijaństwu ogromną przysługę wypychając ich ze szkół i funkcji publicznych.
Notatki ze spotkania nie odnotowują żadnej odpowiedzi ze strony biskupa Berninga. W opinii Martina Rhonheimera, który cytuje powyższy zapis, „nie ma się czemu dziwić: dla katolickiego biskupa w 1933 nie było naprawdę niczego strasznie niewłaściwego w tym historycznie poprawnym przypomnieniu. I przy tej okazji, jak zawsze, Hitler ukrywał swoje prawdziwe intencje”. Saul Friedländer zinterpretował komentarze Hitlera jako próbę „stępienia możliwej katolickiej krytyki jego antyżydowskiej polityki i przeniesienia ciężaru argumentów na sam Kościół”.
Edyta Stein pisała do Piusa XI w kwietniu 1933 pytając, czy wydałby anty-antysemicką encyklikę w świetle „obojętności katolików na rosnące przykrości wobec Żydów.” Pinchas Lapide uważał, że nie podjęto działań, gdyż list nadszedł w czasie negocjowania konkordatu. Edyta Stein została później zagazowana w Auschwitz.
Kwestia konkordatu przedłużyła pobyt Kaasa w Rzymie, pozostawiając partię bez przewodniczącego, i 5 maja Kaas wreszcie zrezygnował ze swojego stanowiska. Partia wybrała Heinricha Brüninga jako przewodniczącego. W tym samym czasie partia Centrum była obiektem narastających nacisków w związku z postępującym Gleichschaltungiem i faktem, że wszystkie inne partie zostały rozwiązane (albo zdelegalizowane, jak SPD). Partia Centrum rozwiązała się 5 lipca 1933 – konkordat pomiędzy Watykanem i nazistami zadał jej ostateczny cios przez wprowadzenie zakazu aktywności politycznej dla księży w zamian za kontynuowanie katolickiego szkolnictwa. Konkordat był parafowany w Rzymie 3 dni później przez kardynała Pacellego oraz von Papena i ostatecznie podpisany 20 lipca. 2 lipca watykański dziennik L’Osservatore Romano utrzymywał, że konkordat nie jest poparciem dydaktyki nazistów.
13 lipca brytyjski minister przeprowadził rozmowę z kardynałem Pacellim i relacjonował, że „Jego Eminencja powiedział, że Watykan naprawdę obojętnie postrzegał rozwiązanie Partii Centrum”.
Na spotkaniu gabinetu 14 lipca Hitler odsunął na bok jakąkolwiek debatę na temat szczegółów konkordatu, wyrażając opinię, że „powinno się go uznawać za wielkie osiągnięcie. Konkordat dał Niemcom możliwości i stworzył obszar zaufania, który jest szczególnie ważny w rozwijającej się walce przeciwko międzynarodowemu żydostwu”. Saul Friedlander spekuluje, że Hitler mógł widzieć w tym „obszarze zaufania” to, co uważał za tradycyjną teologiczną antypatię wobec Żydów w Kościele chrześcijańskim (zobacz wyżej komentarze Hitlera do Berninga z 26 kwietnia), zbieżną z celami nazistów. Hitler „podkreślił triumf”, który oznaczał konkordat dla nazistowskiego reżimu. Niewiele wcześniej wyrażał wątpliwości, czy „Kościół będzie gotowy poświęcić biskupów dla tego państwa. To, że do tego doszło, było niewątpliwie całkowitym uznaniem aktualnego reżimu”. Później jednak twierdził, że z konkordatem jest trudniej rządzić, oraz że jest to oddanie części władzy Kościołowi, 14 października 1941 powiedział:

,,Trzeba się zastanowić: czy nie łatwiej rządzić, zawarłszy konkordat? Po gruntownym rozważeniu otrzymujemy taką odpowiedź: 1. Jest to oddanie się władzy państwa w ręce trzeciej siły,o której nie wiadomo jak długo będzie można na niej polegać. Anglikański Kościół nominalny – tak, na nim Anglia może polegać. Ale Kościół katolicki? Czy nie ryzykujemy, że pewnego dnia zmieni kurs.
chociaż początkowo w imię utrzymania swoich wpływów poszedł na służbę władzy państwowej? Jeśli pewnego dnia Kościołowi czy księżom polityka państwa przestanie odpowiadać, zwrócą się przeciwko państwu. Teraz właśnie coś takiego widzimy, z przeszłości też mamy zniechęcające
przykłady.”

22 lipca 1933 von Papen uczestniczył w spotkaniu Katolickiego Związku Akademickiego, podczas którego po raz pierwszy powiązał rozwiązanie Partii Centrum z konkordatem. Powiedział, że papież był szczególnie zadowolony z obiecanego zniszczenia bolszewizmu i że Pius XI zgodził się na konkordat „w uznaniu dla nowych Niemiec, które podjęły rozstrzygającą batalię przeciwko bolszewizmowi i ruchowi ateistycznemu”. Papen zauważył, że istniał „niezaprzeczalny wewnętrzny związek pomiędzy rozwiązaniem niemieckiej Partii Centrum, które dopiero co nastąpiło, oraz zawarciem konkordatu” i zakończył swoją przemowę wezwaniem skierowanym do niemieckich katolików, aby odłożyli na bok dawne urazy i pomogli w budowie Trzeciej Rzeszy. Abbot Herwegen powiedział uczestnikom spotkania:
To, czym ruch liturgiczny jest dla sfery religijnej, faszyzm jest dla sfery politycznej. Niemcy pozostają i działają pod wodzą autorytetu, przywódcy – ktokolwiek za tym nie podąża, jest zagrożeniem dla społeczeństwa. Pozwólcie nam powiedzieć gorące „tak” dla nowej formy totalnego Państwa, które jest całościowo analogiczne do ucieleśnienia Kościoła. Kościół stoi wobec świata tak jak Niemcy stoją wobec dzisiejszej polityki.
23 lipca brytyjski minister spotkał się z kardynałem Pacellim, który wyglądał na „bardzo zadowolonego” z podpisania konkordatu. Kardynał wyraził pogląd, że – biorąc pod uwagę gwarancje związane z katolicką edukacją – ten konkordat jest postępem w porównaniu z porozumieniem z Prusami z 1929 roku. Kardynał Pacelli był ostrożny i zwrócił uwagę, że jego zadowolenie bazowało na założeniu, że niemiecki rząd „pozostanie wierny swoim zobowiązaniom”, ale zauważył też, że Hitler „stawał się coraz bardziej umiarkowany”.
24 lipca kardynał Faulhaber wysłał napisany odręcznie list do Hitlera pisząc, że „dla Niemiec prestiż na Wschodzie i Zachodzie oraz przed całym światem, ten uścisk dłoni z papiestwem, największą moralną siłą w historii świata, jest czynem o niezmierzonej wadze”.
4 sierpnia 1933 brytyjski minister raportował: „w rozmowach, które przeprowadziłem z kardynałem Pacellim i monsignorem Pizzardo, żaden z nich nie przejawiał najmniejszego żalu z powodu odsunięcia [Partii] Centrum oraz będącej tego rezultatem utraty jej wpływu w niemieckiej polityce”. 19 sierpnia Kirkpatrick przeprowadził dalsze rozmowy z kardynałem Pacellim, w których ten wyraził swój „wstręt i obrzydzenie” odnośnie do rządów terroru Hitlera. Pacelli powiedział: „Musiałem wybierać między zgodą na ich warunki a praktycznym wyeliminowaniem Kościoła katolickiego w Rzeszy”. Pacelli powiedział także Kirkpatrickowi, że ubolewał nad prześladowaniem Żydów, ale miał przystawiony pistolet do głowy i nie miał wyboru, mając dany tylko jeden tydzień na podjęcie decyzji. Pinchas Lapide odnotowuje, że podczas negocjacji konkordatu wywierano presję na Watykan w postaci aresztowania 92 księży, przeszukania katolickiego klubu młodzieżowego i zamknięcia dziewięciu katolickich publikacji.
Nazistowska gazeta Völkischer Beobachter pisała: „Swoim podpisem Kościół katolicki uznał Narodowy Socjalizm w najbardziej uroczysty sposób... Fakt ten stanowi ogromne moralne wzmocnienie naszego rządu i jego prestiżu”.
Konkordat został ratyfikowany 20 września 1933 i kardynał Pacelli korzystając z nadarzającej się okazji wysłał notę do Niemców, w której podnosił kwestie socjalnych i ekonomicznych warunków Żydów, którzy przeszli na katolicyzm, ale nie Żydów w ogólności.
W międzyczasie, mimo że kościoły protestanckie jako lokalne kongregacje pozostawały poza wpływem ograniczeń dotyczących zagranicznego wsparcia, rząd Hitlera negocjował z nimi inne porozumienia, które w istocie stawiały nazistowskich urzędników – z których większość była katolikami – w pozycji wpływów lub wręcz władzy nad kościołami protestanckimi. Przewidując potencjalną całkowitą kontrolę państwa nad ich kościołami, którą te porozumienia zwiastowały, wielu przewodniczących kościołów protestanckich zreorganizowało swoje kongregacje tak, żeby porozumienia ich nie dotyczyły, co spowodowało schizmę w tych kościołach. Ci protestanccy opozycjoniści próbowali przekonać katolickich prałatów co do niebezpieczeństw, jakie niosły ze sobą porozumienia, ale zostali odrzuceni po ratyfikowaniu Reichskonkordatu. Wielu z członków protestanckiego duchowieństwa, którzy sprzeciwiali się religijnemu programowi nazistów (Bekennende Kirche), zostało później uwięzionych lub straconych.
Kościelni przywódcy byli realistami odnośnie do rzekomej ochrony, którą dawał konkordat. Kardynał Faulhaber miał powiedzieć: „Z konkordatem jesteśmy powieszeni, bez konkordatu jesteśmy powieszeni, przeciągnięci i poćwiartowani”. Po podpisaniu konkordatu nuncjusz apostolski nawoływał niemieckich biskupów do wsparcia reżimu Hitlera. Biskupi przekazali swoim wiernym, żeby spróbowali ułożyć się z nazistami. Według Michaela Phayera to właśnie konkordat uniemożliwił Piusowi XI otwarte wypowiedzenie się przeciwko nazistowskim ustawom norymberskim w 1935 r., i mimo że planował on wypowiedzieć się po narodowym pogromie 1938 roku, to został od tego odwiedziony przez kardynała Pacellego.
20 sierpnia 1935 konferencja biskupów katolickich w Fuldzie przypomniała Hitlerowi, że Pius XI
wymienił z panem na znak zaufania uścisk dłoni za pośrednictwem konkordatu – pierwszy zagraniczny monarcha, który to zrobił... Papież Pius bardzo pana chwalił... Miliony za granicą, zarówno katolików, jak i niekatolików, przezwyciężyły początkową nieufność dzięki temu wyrazowi papieskiego zaufania i obdarzyły zaufaniem pański reżim.
W kazaniu wygłoszonym w Monachium w 1937 kardynał Faulhaber zadeklarował:
W czasie, gdy przywódcy największych krajów świata odnosili się wobec nowych Niemiec z rezerwą i dużą podejrzliwością, Kościół katolicki, największa moralna siła na ziemi, za pośrednictwem konkordatu wyraził swoją wiarę w nowy niemiecki rząd. Był to czyn o niezmiernym znaczeniu dla reputacji nowego rządu za granicą.

## Warunki konkordatu
22 lipca 1933 tekst konkordatu został opublikowany i zaczynał się preambułą, która przedkładała wspólne chęci obu stron co do przyjaznych stosunków wyłożonych w uroczystym porozumieniu.
- Artykuł 1 gwarantował „wolność wyrażania i publicznego praktykowania religii katolickiej” wraz z prawem Kościoła „do niezależnego regulowania i zarządzania własnymi sprawami w granicach ogólnie obowiązującego prawa oraz do wydawania – w ramach własnych kompetencji – praw i zarządzeń wiążących jego członków.” Ogólnikowość tego artykułu prowadziła później do sprzecznych interpretacji[49].
- Artykuł 2 potwierdzał, że konkordaty z poszczególnymi landami, Länderkonkordate, z Bawarią (1924), Prusami (1929) oraz Badenią (1932) pozostają w mocy[49].
- Artykuł 3 potwierdzał umowę, na mocy której Watykan ma nuncjusza papieskiego w Berlinie, a rząd niemiecki ambasadora w Rzymie[49].
- Artykuł 4 zapewniał Stolicy Apostolskiej pełną wolność komunikowania się z niemieckim duchowieństwem, a niemieckim biskupom komunikowania się ze świeckimi „we wszystkich sprawach dotyczących ich duszpasterskiego urzędu”. Słowa zastrzeżenia w tej klauzuli będą później interpretowane przez nazistów w najbardziej wąskim znaczeniu w celu ograniczenia komunikacji Kościoła tylko do kwestii kultu i rytuału[49].
- Artykuły 5-10 zajmowały się statusem kleru w niemieckim prawie. Księża otrzymali ochronę przeciwko jakiejkolwiek ingerencji w ich duchownej działalności, a także ochronę przeciw złośliwemu zniesławieniu lub niewłaściwemu użyciu stroju duchownego[49]. Zagwarantowane było zwolnienie z obowiązku brania udziału w procesie sądowym i temu podobne zobowiązania, a także tajemnica spowiedzi. Członkowie duchowieństwa mogli zaakceptować rządowe stanowisko tylko pod warunkiem zgody biskupa i zgoda ta mogła zostać wycofana w dowolnym czasie z istotnych przyczyn[49].
- Artykuły 11-12 wskazywały, że granice diecezji musiały być zatwierdzane przez rząd i że urzędy kościelne mogły być ustanawiane, o ile nie wiązało się to z funduszami państwowymi[49].
- Artykuł 13 nadawał parafiom, biskupstwom, zakonom itp. osobowość prawną i udzielał tych samych praw co każdemu innemu publicznie uznanemu podmiotowi „w zgodzie z ogólnie obowiązującym prawem”, co poddawało kościelne prerogatywy regulacjom prawa cywilnego. Guenter Lewy uważał to zastrzeżenie za „puszkę Pandory kłopotów” w sytuacji, gdy prawo było faktycznie w rękach reżimu, który chciał kontrolować Kościół[49].
- Artykuł 14 wskazywał, że mianowanie biskupa przez papieża podlegało zatwierdzeniu przez reżim, który określał, czy nie istniały żadne przeszkody natury politycznej[49].
- Artykuł 15 gwarantował zakonom wolność pracy duszpasterskiej, charytatywnej i edukacyjnej[49].
- Artykuł 16 określał, że biskupi muszą składać przysięgę lojalności i szacunku wobec rządu, a także zapewnić, by ich duchowieństwo postępowało tak samo[49].
- Artykuł 17 gwarantował, zgodnie z prawem zwyczajowym, mienie Kościoła[49].
- Artykuł 18 zapewniał Kościół co do tego, że nazistowski reżim podejmie z nim konsultacje, jeśli będzie rozważana decyzja o zaprzestaniu subsydiowania niemieckiego Kościoła katolickiego[49].
- Artykuły 19-25 dawały ochronę katolickiemu systemowi edukacji (Hitler w swoim czasie je zignoruje)[49].
- Artykuł 26 zezwalał na to, by kościelna ceremonia ślubu poprzedzała państwową[49].
- Artykuł 27 regulował mianowanie kapelanów wojskowych[49].
- Artykuł 28 zapewniał Kościołowi prawo do opieki duszpasterskiej w szpitalach, więzieniach i tym podobnych instytucjach, który to artykuł będzie później naruszony przez nazistowski reżim, kiedy odrzuci on prośbę Kościoła o umożliwienie posługi w obozach koncentracyjnych[49].
- Artykuł 29 nadawał te same prawa mniejszościom narodowym, z uwzględnieniem używania rodzimego języka podczas nabożeństw, jakimi cieszyła się niemiecka populacja w danym państwie[49].
- Artykuły 31-32 odnosiły się do kwestii katolickich organizacji „poświęconych wyłącznie celom religijnym, kulturowym i charytatywnym” i pozwalały rządowi Rzeszy i niemieckiemu episkopatowi na „określanie, za obopólną zgodą, organizacji i stowarzyszeń, które obejmowały zapisy tego artykułu”. Dla organizacji, które miały jakiekolwiek cele polityczne, nie było więcej miejsca w nowych Niemczech, więc nie są nawet wymienione w tych klauzulach[49]. Artykuł 32 dał Hitlerowi jeden z jego zasadniczych celów: wyłączenie duchowieństwa z polityki tak, że „Stolica Apostolska wyda zarządzenia, zgodnie z którymi duchowni i religijni nie będą mogli być członkami partii politycznych ani działać na ich rzecz”[49].
- Artykuł 33 ustalał klauzulę pozwalającą rozstrzygać jakiekolwiek trudności w interpretacji konkordatu za pośrednictwem „polubownego rozwiązania dzięki obopólnemu porozumieniu”[49].
- Artykuł 34 wzywał do szybkiej ratyfikacji konkordatu.

Kilka miesięcy później został sfinalizowany (ale nie opublikowany) tajny aneks do konkordatu, który przyznawał katolickiemu duchowieństwu zwolnienie z jakiegokolwiek przyszłego powszechnego poboru wojskowego. Jako że Traktat wersalski zabraniał Niemcom tworzenia licznej armii, ta klauzula mogła być postrzegana przez Hitlera jako milcząca zgoda Watykanu na niemiecką remilitaryzację. Papen napisał do Hitlera odnośnie do tego tajnego aneksu i na zakończenie skonkludował: „mam nadzieję, że to porozumienie będzie zatem dla ciebie zadowalające”. Zapisy aneksu były wprowadzone na wniosek niemieckiej konferencji biskupów w Fuldzie, a jego zawartość była utrzymywana w takiej tajemnicy, że Ernst von Weizsäcker, sekretarz stanu w ministerstwie spraw zagranicznych od 1938, nic o nim nie wiedział, dopóki nie został poinformowany przez nuncjusza papieskiego Orsenigo w 1939 roku.

## Odbiór
Krytyka konkordatu pochodziła początkowo od tych krajów, które postrzegały Niemcy jako potencjalne zagrożenie. Le Temps napisał: „To triumf dla rządu narodowych socjalistów. Mussoliniemu osiągnięcie tego zabrało pięć lat; Niemcy zrobiły to w tydzień”. L’Ere Nouvelle pisał: „Sprzeczność polegająca na tym, że system propagujący uniwersalizm wchodzi w porozumienie z państwem mocno nacjonalistycznym, była powtarzana na przestrzeni historii Watykanu. Kościół nigdy nie atakuje istniejących instytucji, nawet jeśli są złe. Woli czekać na ich upadek, mając nadzieję na wyłonienie się wyższej moralności”. Polska gazeta Kurjer Poranny napisała 19 lipca 1933 r., że „znów widzimy metody Watykanu – nieprzejednane dla biernych i otwartych na sugestie, ale życzliwe dla władczych i bezwzględnych. W ostatnim wieku Watykan nagrodził swojego prześladowcę, Bismarcka, najwyższym papieskim odznaczeniem, Orderem Chrystusa... Partii Centrum, która najbardziej odważnie przeciwstawiała się nazistom, Watykan się wyrzekł”. Eks-kanclerz Brüning raportował, że 300 protestanckich pastorów, którzy już mieli dołączyć do Kościoła katolickiego ze względu na jego postawę przeciwną nazistom, porzuciło swój plan po podpisaniu konkordatu. 24 lipca nazistowska gazeta Völkischer Beobachter skomentowała:
Wieloletnia prowokacyjna agitacja przeciwko NSDAP, prowadzona z powodu jej rzekomej wrogości wobec religii, została teraz obalona przez sam Kościół. Ten fakt oznacza olbrzymie moralne wzmocnienie narodowo-socjalistycznego rządu Rzeszy i jego reputacji.
26 i 27 lipca 1933 roku watykański dziennik L’Osservatore Romano podkreślał korzyści płynące dla Kościoła dzięki konkordatowi, ale także upierał się przy tym, że Kościół nie zrezygnował ze swojej tradycyjnej neutralności odnośnie do różnych form politycznego rządu ani nie udzielił poparcia „określonym trendom doktryn politycznych czy ideom”. Naziści odpowiedzieli za pośrednictwem niemieckiej prasy 30 lipca, korygując fałszywie postrzegane interpretacje konkordatu oraz „przypominając Watykanowi”, że konkordat został podpisany z niemiecką Rzeszą, która, „jak Rzym powinien wiedzieć, jest całkowicie zdominowana przez trend narodowo-socjalistyczny” i tym samym konkordat zasygnalizował „uznanie narodowo-socjalistycznego rządu de facto oraz de iure”. Watykan żądał, aby niemiecki rząd odciął się od tych uwag, ale w końcu zgodził się zapomnieć o tych skargach, o ile niemiecka prasa powstrzyma się od dalszego „nudzenia o wielkim zwycięstwie” odniesionym przez nazistowskie Niemcy.

## Naruszenia
Kiedy nazistowski rząd nie przestrzegał warunków konkordatu (w szczególności Artykułu 31), biskupi i papiestwo protestowali przeciwko tym naruszeniom. Pius XI rozważał rozwiązanie konkordatu, ale jego sekretarz stanu i członkowie kurii, obawiając się negatywnego wpływu tego kroku na niemieckich katolików, odwiedli go od tego, uważając, że skutkowałoby to utratą ochrony, gwarantowanej przez konkordat. Kardynał Pacelli potwierdził swoją rolę w jego podtrzymaniu po wojnie.

## Po II wojnie światowej
Pius XII nadał wysoki priorytet kwestii zachowania konkordatu po epoce nazistów, mimo że biskupi nie byli do tego entuzjastycznie nastawieni, a alianci uważali to żądanie za nieodpowiednie. Po wojnie konkordat pozostał nienaruszony, a pozycja Kościoła została przywrócona.
Kiedy Dolna Saksonia przyjęła nowe prawo dotyczące szkolnictwa, Stolica Apostolska zgłosiła zastrzeżenia, że narusza ono warunki konkordatu. Rząd federalny zwrócił się do Federalnego Trybunału Konstytucyjnego (Bundesverfassungsgericht) w celu wyjaśnienia sytuacji. W wyroku z 26 marca 1957 trybunał orzekł, że okoliczności zawarcia konkordatu nie unieważniają go.
Uznając siebie za pozbawionym kompetencji w kwestiach prawa międzynarodowego i zważając na fakt, że konstytucja Niemiec przyznaje władzę odnośnie do kwestii szkolnictwa krajom związkowym, trybunał zawyrokował, że rząd federalny nie jest władny, żeby interweniować. Tak więc mimo że rząd federalny był zobowiązany przez konkordat, nie mógł wyegzekwować jego postanowień we wszystkich dziedzinach, ponieważ nie ma do tego umocowań prawnych.
Krytycy twierdzą także, że konkordat podkopał rozdział kościoła i państwa. Konstytucja weimarska (której niektóre regulacje, a mianowicie artykuły 136-139 oraz 141 zostały włączone do współczesnej konstytucji Niemiec jako artykuł 140) nie mówi o „rozdziale”, ale raczej wyklucza jakąkolwiek państwową religię, równocześnie chroniąc wolność religijną, religijne święta oraz pozostawiając otwartą możliwość współpracy. Jednakże zachodzi ciągły konflikt pomiędzy artykułem 18 konkordatu a artykułem 138 konstytucji weimarskiej.

## Ocena
Anthony Rhodes uważa, że chęć Hitlera do podpisania konkordatu wynikała głównie z tego, że przyniosło to prestiż i poważanie dla jego reżimu za granicą, równocześnie eliminując opozycję Partii Centrum. Rhodes powziął pogląd, że jeśli przetrwanie katolickiego szkolnictwa oraz organizacji młodzieżowych było głównym celem papieskiej dyplomacji podczas tego okresu, to podpisanie konkordatu w celu zapobieżenia większemu złu było uzasadnione. Wielu z deputowanych Partii Centrum było księżmi, którzy nie obawiali się podnosić głosów sprzeciwu w przeszłości i prawie na pewno zagłosowaliby przeciwko przejęciu przez Hitlera władzy dyktatorskiej. Dobrowolne rozwiązanie Partii Centrum usunęło tę przeszkodę – Hitler miał teraz absolutną władzę i wniósł poważanie dla swojego reżimu: „w przeciągu sześciu miesięcy od jej narodzin Trzecia Rzesza została zaaprobowana przez największą duchową siłę na ziemi”. Ian Kershaw uważa rolę Partii Centrum w usunięciu przez Hitlera prawie wszystkich konstytucyjnych ograniczeń jako „szczególnie haniebną”. John Cornwell widzi kardynała Pacellego jako przykład „towarzysza podróży” nazistów, który, za pośrednictwem konkordatu, był skłonny zaakceptować hojność Hitlera w sferze edukacyjnej (więcej szkół, nauczycieli i miejsc dla uczniów), o ile Kościół wycofał się ze sfery socjalnej i politycznej, gdy w tym samym czasie Żydzi byli zwalniani z uniwersytetów, a miejsca dla żydowskich uczniów były redukowane. Cornwell utrzymuje, że głos katolickiej Partii Centrum był rozstrzygający w przejęciu przez Hitlera władzy dyktatorskiej i że następujące po tym rozwiązanie partii nastąpiło po zachętach Pacellego. W opinii Michaela Phayera konkordat spowodował, że niemieccy biskupi unikali wypowiedzi przeciwnych czemukolwiek, co nie było ściśle związane ze sprawami kościelnymi, co prowadziło do wyciszenia reakcji na ataki wobec Żydów. Carlo Falconi określił konkordat jako „szatański pakt z Hitlerem”. Albert Einstein w prywatnej rozmowie związanej z konkordatem powiedział: „Od kiedy to można zawrzeć układ z Chrystusem i szatanem jednocześnie?” Daniel Goldhagen przypomniał, jak Hitler kiedyś powiedział: „w celu osiągnięcia naszego celu nie powinniśmy się zatrzymywać przed niczym, nawet jeśli musimy połączyć siły z diabłem...” i to, w opinii Goldhagena, jest tym, co Hitler uczynił uzgadniając konkordat z Kościołem. Gordon Zahn uważa, że mimo iż podpisanie konkordatu było dla kardynała Pacellego obrzydliwe, to oszczędziło to Kościołowi w Niemczech jeszcze większych trudności i prześladowań.